# Крюков, Василий Михайлович
Василий Михайлович Крюков (28 августа 1962 — 12 июля 2008, Тайвань) — российский синолог, доктор исторических наук, доцент.

## Биография
Василий Михайлович Крюков родился в 1962 году в семье российского китаеведа Михаила Васильевича Крюкова и преподавательницы китайского языка Хуан Шуин, соавтора популярных учебников китайского языка.
В 1984 году он окончил Институт стран Азии и Африки, в 1987 году защитил кандидатскую, а в 1997 — докторскую диссертацию по теме «Текст и ритуал в древнем Китае». Начав свою профессиональную деятельность в Институте востоковедения РАН, Крюков затем работал в качестве приглашенного исследователя в Оксфордском и Пекинском университетах.
С 1998 года работал на факультете русского языка и литературы и в Институте России Тамканского университета (Тайвань, Тайбэй).
12 июля 2008 года (в день рождения своего отца) покончил жизнь самоубийством, выбросившись из окна.

## Научный вклад

### Изучение чжоуской эпиграфики
Вслед за отцом, Михаилом Крюковым, Василий сделал свой выбор в пользу изучения истории Древнего Китая и, поступив в ИСАА при МГУ, стал заниматься вопросами эпиграфики, способной, на его взгляд, дать ответы на спорные вопросы древнекитайского социума. В те годы многие китайские и советские исследователи были заняты поисками классовой борьбы в архаических обществах, Крюков же увидел ключ к постижению исторической истины в теоретическом наследии французского антрополога Марселя Мосса.
Чтобы прочесть его труды в оригинале, Василий Михайлович взялся за изучение французского языка (как вспоминал его отец, «он вообще был предрасположен к иностранным языкам и позднее, готовясь проштудировать Ницше и Икэда, освоил немецкий и японский»).
Открытие Мосса заключалось в том, что он обнаружил: в основе общественного неравенства у североамериканских индейцев лежат не классы в их марксистском понимании, а своеобразные наследственные ранги, социальные связи между которыми осуществляются посредством сложной системы подношений и отдаривания, неких «тотальных предоставлений», пронизывающих не только быт, но и духовную культуру. Позднее исследователи нашли следы существования этой системы и у других народов мира. Крюков, досконально изучив надписи на ритуальных бронзовых сосудах эпохи Чжоу (XI—VIII вв. до н. э.) (он рассмотрел более четырёхсот эпиграфических памятников эпохи Шан-Инь и Чжоу), пришёл к выводу, что в древней истории Китая действительно был период, когда органической основой общества служила система наследственных рангов, а основным каналом социальной коммуникации выступали «тотальные предоставления». Ему удалось сделать ряд наблюдений о структуре ритуала пожалования, о природе дарений и их месте в системе социальной коммуникации, о корреляции различных видов пожалований с древнекитайскими рангами знатности, о религиозных аспектах дарений.
Этим исследованиям были посвщены две монографии, которые были опубликованы ещё при жизни учёного: «Ритуальная коммуникация в древнем Китае» (1997) и «Текст и ритуал: Опыт интерпретации древнекитайской эпиграфики эпохи Инь-Чжоу» (2000).

### Изучение творчества Гоголя и Достоевского
Впрочем научные поиски Василия Крюкова не были всецело посвящены лишь древней истории Китая, наследие учёного включает также исследования в сфере российской литературы. Его отец, Михаил Крюков, так говорил о разноплановых интересах сына: «… Василий Михайлович Крюков был прежде всего синологом, и львиная доля его научных трудов посвящена изучению истории Китая. Но будучи глубоко русским по своей сути, он ощущал органическую сопричастность русской культуре и долгое время профессионально занимался проблемами её изучения». Так, в частности, Василий Крюков занимался проблемой гоголевского наследия в творчестве Фёдора Достоевского. В 2008 году была издана посвящённая этой теме монография «След птицы-тройки: другой сюжет „Братьев Карамазовых“», а уже после смерти учёного, 18 мая 2009 года, в Институте мировой литературы состоялся круглый стол, посвященный обсуждению этой книги и научного вклада Василия Крюкова.

### Монографии
- Крюков В. М. Ритуальная коммуникация в древнем Китае , М., 1997
- Крюков В. М. Текст и ритуал: Опыт интерпретации древнекитайской эпиграфики эпохи Инь-Чжоу. М., 2000. 464 c.
- След птицы-тройки: другой сюжет «Братьев Карамазовых». — М.: ПИМ, 2008. — 536 с.
- Крюков В. М., Крюков М. В. Весна и осень революционной дипломатии: Первое десятилетие советской политики в Китае. Т. 1. 1917—1922 гг. Документальная история советско-китайских отношений (1917—1929 гг.). М. Памятники исторической мысли 2015 г. 615 с., илл.
- Крюков В. М., Крюков М. В. Неизвестный Сунь Ятсен: Штрихи к портрету / Отв. ред. А. И. Кобзев. — М. : Институт востоковедения РАН, 2023. — Т. 1: 1866—1913. — 552 с. — (Учёные записки Отдела Китая ИВ РАН. Вып. 45). — ISBN 978-5-907543-73-7.
- Крюков В. М., Крюков М. В. Неизвестный Сунь Ятсен: Штрихи к портрету / Отв. ред. А. И. Кобзев. — М. : Институт востоковедения РАН, 2023. — Т. 2: 1913—1925. — 512 с. — (Учёные записки Отдела Китая ИВ РАН. Вып. 46). — ISBN 978-5-907543-74-4.

### Статьи
- Крюков В. М. Система дарений и её эволюция в Китае эпохи Чжоу // Четырнадцатая научная конференция «Общество и государство в Китае», ч.1. М., 1983
- Крюков В. М. Погребальный обряд в архаическом Китае и проблемы формирования ранговой иерархии // Пятнадцатая научная конференция «Общество и государство в Китае», ч.1. М, 1984
- Крюков В. М. Эволюция погребального обряда в архаическом Китае: социальный и этнический аспекты. Этническая культура: динамика основных элементов. М., 1984
- Крюков В. М. Военные походы в системе социальных отношений древнекитайского общества конца 2-го — начала 10-го тыс. до н. э. // Шестнадцатая научная конференция «Общество и государство в Китае», ч.1. М., 1985
- Крюков В. М. Человеческие жертвоприношения в древнем Китае: оценки и интерпретации в историографии КНР // Общественные науки за рубежом (серия К) 4. 1985
- Крюков В. М. О первоначальной семантике дэ // Семнадцатая научная конференция «Общество и государство в Китае», ч.1. М.,1986
- Крюков В. М. Символика коммуникации в архаическом ритуале и её переосмысление в философских традициях древнего Китая. — Восемнадцатая научная конференция «Общество и государство в Китае» ч.1. М.,1987
- Крюков В. М. Дары земные и небесные (к символике архаического ритуала в раннечжоуском Китае)/ этика и ритуал в традиционном Китае. М., 1988
- Крюков В. М. Надписи на западночжоуских бронзовых сосудах из Фуфэна (КНР) — Вестник древней истории 1.,1988
- Крюков В. М. Французская социологическая школа — Свод этнографических понятий и терминов (Этнография и смежных дисциплины. Этнографические школы и направления). М., 1988
- Крюков В. М. Новые археологические открытия в КНР. — Вестник древней истории, № 4.
- Vassili Kryukov "Symbols of Power and Communication in Pre-Confucian China (on the Anthropology of De): Preliminary Assumptions, " Bulletin of the School of Oriental and African Studies, University of London, Vol. 58, No. 2 (1995), pp. 314—333

## Источник
- Неумолимый червь познания: избранные мысли об истории и культуре Китая и России/ В. М. Крюков. — М.: Памятники исторической мысли, 2009. — 677 c.